# Estádio Municipal Antônio de Figueiredo Carneiro
O Estádio Municipal Antônio de Figueiredo Carneiro, apelidado de Carneirão, é um estádio de futebol localizado na cidade de Alagoinhas, no estado da Bahia, atende ao Alagoinhas Atlético Clube e possui capacidade para 16.000 espectadores.

## História
No final de 2006 e início de 2007 teve início uma ampla reforma no estádio que consiste na reforma total do gramado, instalação de 4 mil cadeiras, e sistema de iluminação que permitirá a prática de jogos noturnos e sua transmmissão ao vivo.
A variedade adquirida para o gramado do estádio foi a esmeralda imperial, ideal para a prática esportiva. Essa variedade tem como principais características a boa tolerância à seca, pouco exigente quanto à qualidade do solo, requer menos adubação para o seu desenvolvimento, suporta bem possíveis desajustes na freqüência de podas, excelente recuperação ao stress e pode ser irrigada com água de baixa qualidade.
No dia 2 de março de 2007 o Atlético re-inaugurou o gramado do Carneirão, em treino aberto para a torcida.